# Les Voleurs de trains
Pour plus de détails, voir Fiche technique et Distribution.
Les Voleurs de trains (The Train Robbers) est un film américain réalisé par Burt Kennedy, sorti en 1973.

## Synopsis
Mrs Lowe veut récupérer le demi million de dollars en or que feu son mari a volé en attaquant un train pour le rendre à son propriétaire, la compagnie de chemin de fer. Lane, attiré par la récompense de 50 000 $, l'assiste avec l'aide de ses vieux amis, tandis que les complices du défunt tentent également de remettre la main sur l'or. Les deux équipes sont suivies par un agent de Pinkerton.

## Fiche technique
- Titre : Les Voleurs de trains
- Titre original : The Train Robbers
- Réalisation : Burt Kennedy
- Scénario : Burt Kennedy
- Musique : Dominic Frontiere
- Directeur de la photographie : William H. Clothier
- Montage : Frank Santillo
- Directeur artistique : Alfred Sweeney
- Décors de plateau : Ray Moyer
- Producteur : Michael Wayne
- Producteur exécutif : John Wayne
- Pays d'origine : États-Unis
- Langue : Anglais
- Image : Couleurs
- Ratio écran : 2,39:1
- Son : Mono
- Image : Couleurs (Technicolor)
- Format négatif : 35 mm
- Procédé cinématographique : Anamorphique (Panavision)
- Genre : western
- Durée : 92 minutes
- Date de sortie : 7 février 1973

## Distribution
- John Wayne (VF : Raymond Loyer) : Lane
- Ann-Margret (VF : Jeanine Freson) : Mrs Lowe
- Rod Taylor (VF : Jacques Deschamps) : Grady
- Ben Johnson (VF : Nicolas Vogel) : Jesse
- Christopher George (VF : Roger Rudel) : Calhoun
- Bobby Vinton : Ben Young
- Jerry Gatlin (VF : Claude Joseph) : Sam Turner
- Ricardo Montalbán (VF : Jean-Louis Jemma) : l'agent Pinkerton

## Autour du film

### Lieux de tournage
Le film a été tourné dans le Durango, au Mexique.

## DVD
Le film a fait l'objet d'une sortie sur le support DVD en France :
- Les Voleurs de trains (DVD-9 Keep Case) sorti le 7 septembre 2005 édité et distribué par Warner Bros. Home Entertainment France. Le ratio écran est en 2.40:1 panoramique 16:9. L'audio est en français, anglais et italien 2.0 Mono Dolby Digital avec présence de sous-titres français, anglais, italiens, allemands, espagnols, arabes, roumains et néerlandais. En supplément, le documentaire « Travailler avec une légende du western », reportage et les bandes annonces des films de John Wayne. Il s'agit d'une édition Zone 2 Pal[1].